# Зайвий Олександр Федосійович
Олександр Федосійович Зайвий (нар. 1 листопада 1935, Могилів (село), Царичанський район Дніпропетровська область — пом. 25 січня 1999, Могилів (село), Царичанський район Дніпропетровська область)  — український поет, член спілки письменників України (1974).

## Життєпис
Народився в с. Могилів Царичанського району на Дніпропетровщині. З дитячих літ працював у колгоспі. Після закінчення Дніпродзержинського фабрично — заводського училища працював у місті муляром, вантажником, кочегаром.

## Літературна діяльність
Вірші писав зі шкільних років. В 1962 році вийшла перша збірка Олександра Зайвого «Молодик», яка засвідчила, що в літературу прийшов неповторний лірик. «Його поезія була «несподівана, іноді трохи «не причесана», але завжди незвичайна» (Савченко). 
З плином часу вивершилося його власне, неповторне слово. Сьогодні поетичний голос Зайвого не сплутаєш ні з ким із поетів. З-поміж інших його вирізняють особлива інтонаційна палітра, чисто «зайвівські» поетичні образи, самобутня ритміка, метафорика  – те, що складає своєрідність його творчості. Ота найперша риса поетичного стилю Зайвого – зримість, колористична і музична виразність образу, найкраще проявилася у віршах присвячених рідному Приоріллю. Могилів, неповторна гора Калитва все життя надихали поета. У дзеркалі Орелі він бачив світ з усіма його турботами. Звідси безмежний діапазон віршів про Приорілля. Від пейзажних («В Орелі зорі срібло топлять», «Жебонять ручаї...», «Грім ірже, як огир...», «Тиша вільшана...») до віршів про просту й незаміниму працю земляків («Дядько Михайло», «Сторож», «Лісник»), про народне мистецтво («Пата»), до віршів на екологічну тематику («Пісня про хімію», «Дон Кіхот», «Морська балада»).
Як стверджує Наталка Нікуліна, «якби Олександр Зайвий оспівав у віршах  тільки свою приорільську сапу, то і тоді ім'я його  закарбувалося б на скрижалях поезії». Хоча його творчість не обмежується приорільською тематикою. 
Цілий цикл можна укласти з віршів Зайвого, присвячених темі Другої світової війни, у яких найсильніше звучить мотив «вкраденого» війною дитинства  («Небо», «Обікрадене дитинство», «Коли справляла війна», «Тіні»). Крізь враження воєнних років проступають не просто фрагменти біографії поета, а й доля цілого покоління шістдесятників, до якого належав Олександр Зайвий. Близькими за духом йому були поети Василь Діденко та Іван Хоменко, з якими Зайвого пов’язували тривалі дружні та творчі стосунки.
Твори:
- «Молодик»: поезії. – Дніпропетровськ: обласне книжкове видавництво, 1962.
- «Вогонь»: поезії. – Дніпропетровськ: Промінь, 1967.
- «Орільські горлиці»: поезії. – Дніпропетровськ: Промінь, 1972.
- «Комуніст»: поема. – Дніпропетровськ: Промінь, 1975.
- «Горизонти»: лірика. – Дніпропетровськ: Промінь, 1980.
- «Світінь»: поезії. – Дніпропетровськ: Промінь, 1984.
- «Падіння в небо»: вірші та поеми. – Дніпропетровськ: Промінь, 1989.
- «Трибуна для німих»: вірші та поеми. – Дніпропетровськ: Промінь, 1991.
- «Я начудив в своїй судьбі чимало»: поезії. – Дніпропетровськ: Січ, 1997.
- «Свище вітер в багряній діброві...»: вибрані твори. – Дніпропетровськ: Січ, 2000.